# Patrick Amoah
Patrick Amoah (Solna, Suecia, 18 de agosto de 1986), futbolista sueco. Juega de delantero centro y actualmente juega en el equipo Fortuna Sittard, de Países Bajos.

## Trayectoria
Amoah comenzó su carrera en el Djurgårdens IF de Suecia. En el año 2006 se fue cedido al Assyriska Föreningen.
En enero de 2008 fichó por el CA Ciudad de Lorquí que en ese momento militaba en Tercera división, pero con el que ascendió a 2ªB. En España no llegó a triunfar y se fue a Francia a jugar en el que es su actual equipo, el Paris FC.

## Clubes
| Club                           | País         | Año       |
| ------------------------------ | ------------ | --------- |
| Djurgårdens IF                 | Suecia       | 2003-2007 |
| Assyriska Föreningen           | Suecia       | 2006      |
| Club de Fútbol Atlético Ciudad | España       | 2007-2008 |
| Paris FC                       | Francia      | 2008-2009 |
| White Star Woluwe              | Bélgica      | 2009-2011 |
| OH Leuven                      | Bélgica      | 2011      |
| White Star Woluwe              | Bélgica      | 2012-2013 |
| Fortuna Sittard                | Países Bajos | 2013-     |

(*) Incluyendo campeonatos nacionales e internacionales.